# Marcel Ruschmeier
Marcel Ruschmeier (* 20. August 1995 in Osnabrück) ist ein deutscher Fußballspieler auf der Position eines Abwehrspielers (Innenverteidiger) und Mittelfeldspielers. Im Jahre 2018 debütierte er für die Profimannschaft des VfL Osnabrück in der deutschen 3. Liga.

## Karriere

### Über den SSC Dodesheide zum VfL Osnabrück
Marcel Ruschmeier wurde am 20. August 1995 geboren, wuchs im Osnabrücker Stadtteil Dodesheide auf und begann dort seine Karriere als Fußballspieler in der Jugend des SSC Dodesheide. Im Jahre 2005 wechselte er zusammen mit zwei Freunden in den Nachwuchsbereich des VfL Osnabrück und durchlief in den nachfolgenden Jahren sämtliche Nachwuchsteams. 2009/10 war er noch als Stammspieler in der Staffel Nord der C-Junioren-Landesliga aktiv, in der er bei 21 Ligapartien zu vier Treffern kam. Als äußerst torgefährlich agierte er in der nachfolgenden Spielzeit 2010/11, als er in der B-Junioren-Landesliga Weser-Ems bei elf Meisterschaftseinsätzen insgesamt acht Tore beisteuerte. Alle acht Tore gelangen ihm in den letzten drei Meisterschaftsspiele, dabei vier Treffer bei einem 19:0-Kantersieg über den TuS Lingen.
In der Saison 2011/12 kam Ruschmeier abwechselnd in der A-Junioren-Bundesliga Nord/Nordost und in der B-Junioren-Bundesliga Nord/Nordost zum Einsatz. Mit beiden Mannschaften erreichte er im Endklassement Platzierungen im Tabellenmittelfeld. Nach Einsätzen in der A-Junioren-Bundesliga 2012/13, als Ruschmeier mit seinem Team in der Endtabelle den vierten Platz in der Staffel Nord/Nordost belegte und selbst in allen 26 Meisterschaftsspielen eingesetzt wurde, sowie zwei Tore und drei Torvorlagen beisteuerte, kam der Defensivakteur auch 2013/14 als Stammkraft in der Defensive der Osnabrücker A-Junioren zum Einsatz.
Nachdem er in den ersten drei Runden nicht im Kader stand, absolvierte er die restlichen 23 Ligapartien und kam auf eine Bilanz von drei Treffern und einem Assist. Der ehemalige Profi Roland Twyrdy, zu diesem Zeitpunkt U-19-Trainer bei Osnabrück, setzte ihn vorwiegend als rechten Verteidiger und seltener in der Innenverteidigung ein. Aufgrund seiner Leistungen bei den A-Junioren schaffte der damals 18-Jährige am Saisonende auch den Sprung in die zweite Mannschaft des VfL Osnabrück. Am 2. März 2014 debütierte er in der 19. Meisterschaftsrunde bei einem 2:2-Heimremis gegen den Lüneburger SK Hansa, als er in der 71. Spielminute für Felix Stehr auf den Rasen kam. Zu Einsätzen brachte er es in dieser Saison auch beim international besetzten Hallenfußballturnier SOLARLUX Hallenfestival.

### Durchbruch im Herrenfußball
Ab der Spielzeit 2014/15 kam Ruschmeier ausschließlich nur mehr in der Oberliga Niedersachsen zum Einsatz. Bei 24 Ligaeinsätzen kam er zwei Mal zum Torerfolg und steuerte ebenso viele Torvorlagen bei. In der teilweise recht dicht gestaffelten Endtabelle rangierte die zweite Mannschaft des VfL Osnabrück auf dem neuen Platz. In der Saison 2015/16 agierte er unter dem neuen Trainer Marko Tredup weiterhin als Stammkraft in der Oberligamannschaft und kam bei 26 Ligaeinsätzen vier Mal zum Torerfolg. In der abermals dicht gestaffelten Endtabelle belegten die Osnabrücker den achten Platz. Daneben absolvierte er auch zahlreiche Spiele bei Turnieren und Bewerben im Hallenfußball. Im Sommer 2016 absolvierte er bereits Testspiele für die Profimannschaft und leistete die Vorarbeit bei einer 1:2-Niederlage gegen den FC Porto. Im Endklassement belegte die sportlich erfolgreiche Mannschaft den vierten Platz. Nachdem er in der Spielzeit 2016/17 noch als Stammspieler in der Defensive agierte und bei 26 Meisterschaftseinsätzen zwei Treffer verzeichnen konnte, wurde die zweite Mannschaft des VfL Osnabrück mit Saisonende aufgelöst, um sich vermehrt auf sogenannte Perspektivspieler zu konzentrieren. Im Endklassement belegte die sportlich erfolgreiche Mannschaft den vierten Platz.
Als einer dieser Perspektivspieler verbrachte Ruschmeier die Saison 2017/18 im sogenannten Perspektivkader, saß aber von Saisonbeginn 2017/18 an in unregelmäßigen Abständen auf der Ersatzbank des Profiteams. Bereits zu Saisonbeginn hat der eben erst bei einem Osnabrücker Fahrzeugteilehändler fertig ausgebildete Groß- und Außenhandelskaufmann seinen ersten Profivertrag mit einer Laufzeit von einem Jahr unterfertigt. In der Saisonvorbereitung, sowie in der Winterpause war Ruschmeier auch regelmäßig in Testspielen eingesetzt worden. Erst am vorletzten Spieltag, als der Klassenerhalt bereits gesichert war, setzte ihn Trainer Daniel Thioune beim 1:1-Heimremis über die zweite Mannschaft von Werder Bremen ab der 29. Minute für den verletzten Marc Wachs ein. Für Ruschmeier blieb dies der einzige Pflichtspieleinsatz im Herrenfußball in dieser Saison; im Endklassement rangierte der VfL Osnabrück auf dem 17. Tabellenplatz. Drei Tage nach seinem Profidebüt verletzte sich Ruschmeier in einem Benefizspiel; einen Tag später wurde der Abgang des Abwehrspielers mit auslaufendem Vertrag bekannt.